# فهرست رئیس‌جمهورهای فرانسه
نخستین رئیس‌جمهور فرانسه را ناپلئون سوم می‌دانند. نخستین رئیس جمهوری پنجم فرانسه شارل دو گل بود و رئیس‌جمهوری کنونی این کشور هم امانوئل مکرون است که در انتخابات ریاست‌جمهوری فرانسه (۲۰۱۷) از سوی ملت این کشور برگزیده‌شد.

## جمهوری دوم فرانسه(۱۸۴۸–۱۸۵۲ میلادی)
حزب:
      بناپارتیست
| № | تصویر | نام                     | دورهٔ زمامداری  | دورهٔ زمامداری | حزب        | بنمایه |
| - | --- | ----------------------- | -------------- | ------------- | ---------- | ------ |
| ۱ | | ناپلئون سوم (۱۸۰۸–۱۸۷۳) | ۲۰ دسامبر ۱۸۴۸ | ۲ دسامبر ۱۸۵۲ | بناپارتیسم | [ ۱ ]  |
| ۱ | انتخابات ریاست جمهوری فرانسه (۱۸۴۸ میلادی) | ناپلئون سوم (۱۸۰۸–۱۸۷۳) |                |               | بناپارتیسم | [ ۱ ]  |
| ۱ | او برادرزادهٔ ناپلئون بناپارت بود. در انتخابات ریاست جمهوری ۱۸۴۸ بر هماوردش لوئی-اوژن کاونیاک پیروزشد.. در ۱۸۵۱ او کودتا نمود و با اعلام خود به عنوان امپراتور، امپراتوری دوم فرانسه را بنیاد نهاد. | ناپلئون سوم (۱۸۰۸–۱۸۷۳) |                |               |            | [ ۱ ]  |

## جمهوری سوم فرانسه(۱۸۷۰–۱۹۴۰ میلادی)
حزب:
      حزب رادیکال
      مستقل
      مستقل (جمهوری‌خواه میانه‌رو)
       اتحاد دموکرات جمهوری‌خواه
      منارشیست
| №  | تصویر | نام                                 | مدت زمامداری   | مدت زمامداری             | حزب                                            | بنمایه |
| -- | --- | ----------------------------------- | -------------- | ------------------------ | ---------------------------------------------- | ------ |
| ۲  | | آدولف تیر (۱۷۹۷–۱۸۷۷)               | ۳۱ اوت ۱۸۷۱    | ۲۴ مهٔ ۱۸۷۳               | ارلئانیست پیشین؛ جمهوری‌خواه                    | [ ۲ ]  |
| ۲  | او متمایل به مشروطه بود و با مجلس ملی در ستیز بود.                                                                            | آدولف تیر (۱۷۹۷–۱۸۷۷)               |                |                          |                                                | [ ۲ ]  |
| ۳  | | پاتریس دو مک ماهون (۱۸۰۸–۱۸۹۳)      | ۲۴ مهٔ ۱۸۷۳     | ۳۰ ژانویه ۱۸۷۹           | سلطنت‌طلب                                       | [ ۳ ]  |
| ۳  | او مارشال فرانسه و تنها رئیس‌جمهوری سومی بود که دارای لقب دوک بود.                                                             | پاتریس دو مک ماهون (۱۸۰۸–۱۸۹۳)      |                |                          |                                                | [ ۳ ]  |
| ۴  | | ژول گروی (۱۸۰۷–۱۸۹۱)                | ۳۰ ژانویه ۱۸۷۹ | ۲ دسامبر ۱۸۸۷            | جمهوری‌خواه اپورتونیست                          | [ ۴ ]  |
| ۴  | او نخستین رئیس‌جمهوری فرانسه بود که دورهٔ ریاستش را کامل به پایان می‌برد. در ۱۸۸۵ میلادی او دوباره بدین مقام برگزیده‌شد.          | ژول گروی (۱۸۰۷–۱۸۹۱)                |                |                          |                                                | [ ۴ ]  |
| ۵  | | ماری فرانسوا سعدی کارنو (۱۸۳۷–۱۸۹۴) | ۳۳ دسامبر ۱۸۸۷ | ۲۵ ژوئن ۱۸۹۴†            | جمهوری‌خواه اپورتونیست                          | [ ۵ ]  |
| ۵  | او به دست سانته جرونیمو کازریو ترورشد.                                                                                        | ماری فرانسوا سعدی کارنو (۱۸۳۷–۱۸۹۴) |                |                          |                                                | [ ۵ ]  |
| ۶  | | ژان کازیمیر-پریه (۱۸۴۷–۱۹۰۷)        | ۲۷ ژوئن ۱۸۹۴   | ۱۶ ژانویه ۱۸۹۵           | جمهوری‌خواه اپورتونیست                          | [ ۶ ]  |
| ۶  | او کوتاه‌ترین مدت ریاست‌جمهوری فرانسه را دارد. وی پس از شش ماه بیست روز کناره‌گیری‌نمود..                                         | ژان کازیمیر-پریه (۱۸۴۷–۱۹۰۷)        |                |                          |                                                | [ ۶ ]  |
| ۷  | | فلیکس فوره (۱۸۴۱–۱۸۹۹)              | ۱۷ ژانویه ۱۸۹۵ | ۱۶ فوریه ۱۸۹۹†           | جمهوری‌خواه اپورتونیست                          | [ ۷ ]  |
| ۷  | او برنامهٔ گسترش مستعمرات را پی‌گرفت و با روسیه همپیمان‌شد. ماجرای درایفوس در زمان او رخ‌داد.                                     | فلیکس فوره (۱۸۴۱–۱۸۹۹)              |                |                          |                                                | [ ۷ ]  |
| ۸  | | امیل لوبه (۱۸۳۸–۱۹۲۹)               | ۱۸ فوریه ۱۸۹۹  | ۱۸ فوریه ۱۹۰۶            | اتحاد دموکرات جمهوری‌خواه                       | [ ۸ ]  |
| ۸  | او در یک دورهٔ هفت‌ساله رئیس جمهور بود و پس از آن از نامزدی دوباره خودداری نمود.                                                | امیل لوبه (۱۸۳۸–۱۹۲۹)               |                |                          |                                                | [ ۸ ]  |
| ۹  | | آرمان فالیر (۱۸۴۱–۱۹۳۱)             | ۱۸ فوریه ۱۹۰۶  | ۱۸ فوریه ۱۹۱۳            | جمهوری‌خواه اپروتونیست; اتحاد دمکرات جمهوری‌خواه | [ ۹ ]  |
| ۹  | در زمان او فرانسه مراکش را اشغال نظامی نمود. او نیز چون سلف خود از نامزدی دوباره برای ریاست جمهوری خودداری نمود.              | آرمان فالیر (۱۸۴۱–۱۹۳۱)             |                |                          |                                                | [ ۹ ]  |
| ۱۰ | | ریمون پوانکاره (۱۸۶۰–۱۹۳۴)          | ۱۸ فوریه ۱۹۱۳  | ۱۸ فوریه ۱۹۲۰            | اتحاد دمکرات جمهوری‌خواه                        | [ ۱۰ ] |
| ۱۰ | ریاست جمهوری او مصادف با جنگ جهانی اول بود.                                                                                   | ریمون پوانکاره (۱۸۶۰–۱۹۳۴)          |                |                          |                                                | [ ۱۰ ] |
| ۱۱ | | پل دشانل (۱۸۵۵–۱۹۲۲)                | ۱۸ فوریه ۱۹۲۰  | ۲۱ سپتامبر ۱۹۲۰          | اتحاد دمکرات جمهوری‌خواه                        | [ ۱۱ ] |
| ۱۱ | او بر هماوردش ژرژ کلمانسو در انتخابات پیروز گشت، ولی پس از گذشت هشت ماه از ریاست جمهوری‌اش به دلیل مشکلات روحی کناره‌گیری نمود. | پل دشانل (۱۸۵۵–۱۹۲۲)                |                |                          |                                                | [ ۱۱ ] |
| ۱۲ | | آلکساندر میلران (۱۸۵۹–۱۹۴۳)         | ۲۳ سپتامبر۱۹۲۰ | ۱۱ ژوئن ۱۹۲۴             | مستقل                                          | [ ۱۲ ] |
| ۱۲ | او یک سوسیالیست مستقل متمایل به جناح راست بود.                                                                                | آلکساندر میلران (۱۸۵۹–۱۹۴۳)         |                |                          |                                                | [ ۱۲ ] |
| ۱۳ | | گاستون دومرگ (۱۸۶۳–۱۹۳۷)            | ۱۳ ژوئن ۱۹۲۴   | ۱۳ ژوئن ۱۹۳۱             | حزب رادیکال                                    | [ ۱۳ ] |
| ۱۳ | او نخستین رئیس جمهور پروتستان فرانسه بود. او سر ستیز با آلمان‌ها را داشت.                                                      | گاستون دومرگ (۱۸۶۳–۱۹۳۷)            |                |                          |                                                | [ ۱۳ ] |
| ۱۴ | | پل دومر (۱۸۵۷–۱۹۳۲)                 | ۱۳ ژوئن ۱۹۳۱   | ۷ مهٔ ۱۹۳۲†               | حزب رادیکال                                    | [ ۱۴ ] |
| ۱۴ | او در دور دوم انتخابات ۱۹۳۱ بدین مقام برگزیده‌شد. †او به دست پل گورگولف -که به نظر مشکل روانی می‌داشت- ترور شد.                 | پل دومر (۱۸۵۷–۱۹۳۲)                 |                |                          |                                                | [ ۱۴ ] |
| ۱۵ | | آلبر لوبرن (۱۸۷۱–۱۹۵۰)              | ۱۰ مهٔ ۱۹۳۲     | ۱۱ ژوئیهٔ ۱۹۴۰ (de facto) | اتحاد دمکراتیک جمهوری‌خواه                      | [ ۱۵ ] |
| ۱۵ | در ۱۹۳۹ او دوباره بدین مقام برگزیده‌شد، ولی فیلیپ پتن به صورت د فاکتو قدرت را در دست گرفت.                                     | آلبر لوبرن (۱۸۷۱–۱۹۵۰)              |                |                          |                                                | [ ۱۵ ] |

## جمهوری چهارم فرانسه(۱۹۴۷–۱۹۵۹)
حزب:
      سوسیالیست
      مرکز-راست
| №  | تصویر                                                                            | نام                      | مدت زمامداری   | مدت زمامداری   | حزب                             | بنمایه |
| -- | -------------------------------------------------------------------------------- | ------------------------ | -------------- | -------------- | ------------------------------- | ------ |
| ۱۶ |                                                                                  | ونسان اوریول (۱۸۸۴–۱۹۶۶) | ۱۶ ژانویه ۱۹۴۷ | ۱۶ ژانویه ۱۹۵۴ | بخش فرانسه کارگران انترناسیونال | [ ۱۶ ] |
| ۱۶ | انتخابات ریاست جمهوری فرانسه (۱۹۴۷ میلادی)                                       | ونسان اوریول (۱۸۸۴–۱۹۶۶) |                |                | بخش فرانسه کارگران انترناسیونال | [ ۱۶ ] |
| ۱۶ | او نخستین رئیس جمهور جمهوری چهارم فرانسه بود. در زمان او جنگ نخست هندوچین رخ‌داد. | ونسان اوریول (۱۸۸۴–۱۹۶۶) |                |                |                                 | [ ۱۶ ] |
| ۱۷ |                                                                                  | رنه کوتی (۱۸۸۲–۱۹۶۲)     | ۱۶ ژانویه ۱۹۵۴ | ۸ ژانویه ۱۹۵۹  | مرکز ملی مستقلان و دهقانان      | [ ۱۷ ] |
| ۱۷ | انتخابات ریاست جمهوری فرانسه (۱۹۵۳ میلادی)                                       | رنه کوتی (۱۸۸۲–۱۹۶۲)     |                |                | مرکز ملی مستقلان و دهقانان      | [ ۱۷ ] |
| ۱۷ | جنگ الجزایر در زمان او رخ‌داد؛ او پس از پنج‌سال ریاست جمهوری کناره‌گیری نمود.       | رنه کوتی (۱۸۸۲–۱۹۶۲)     |                |                |                                 | [ ۱۷ ] |

## جمهوری پنجم فرانسه(از ۱۹۵۹ تاکنون)
حزب:
      گلیست؛ اتحاد برای جنبش مردمی
      مرکزگرا
      جمهوری‌خواه
      سوسیالیست
| Nº | تصویر | نام                                                          | مدت زمامداری  | مدت زمامداری  | حزب                                                                                                   | بنمایه |
| -- | --- | ------------------------------------------------------------ | ------------- | ------------- | --- | ------ |
| ۱۸ | | شارل دو گل (۱۸۹۰–۱۹۷۰)                                       | ۸ ژانویه ۱۹۵۹ | ۲۸ آوریل ۱۹۶۹ | اتحاد برای جمهوری نوین                                                                                | [ ۱۸ ] |
| ۱۸ | انتخابات ریاست جمهوری فرانسه (۱۹۵۸ میلادی)، انتخابات ریاست جمهوری فرانسه (۱۹۶۵ میلادی) | شارل دو گل (۱۸۹۰–۱۹۷۰)                                       |               |               | اتحاد برای جمهوری نوین                                                                                | [ ۱۸ ] |
| ۱۸ | او برای حل بحران جنگ الجزایر میان سال‌های ۱۹۴۹ تا ۱۹۴۶ به صورت موقت ریاست جمهوری را بر عهده گرفت. تغییراتی که در زمان او در قانون اساسی انجام‌پذیرفت به انحلال جمهوری چهارم و آغاز جمهوری پنجم فرانسه انجامید. او در انتخابات ۱۹۵۸ به ریاست جمهوری برگزیده‌شد. در ۱۹۶۵ باز به همین مقام برگزیده‌شد. در ۱۹۶۶ فرانسه را از پیمان ناتو بیرون برد. در پی بحران مه ۱۹۶۸ فرانسه و ناکامی‌اش در رفراندومی که سال پس از آن برگزار نمود، از قدرت کناره‌گیری نمود. | شارل دو گل (۱۸۹۰–۱۹۷۰)                                       |               |               | | [ ۱۸ ] |
| —  | | آلن پوئر (موقت) (۱۹۰۹–۱۹۹۶)                                  | ۲۸ آوریل ۱۹۶۹ | ۲۰ ژوئن ۱۹۶۹  | دموکراتیک سانتر                                                                                       | [ ۱۹ ] |
| —  | او رئیس سنای فرانسه بود و به‌طور موقت به ریاست جمهوری این کشور رسید. در دور دوم انتخابات ۱۹۶۹ از هماوردش ژرژ پمپیدو شکست‌خورد. | آلن پوئر (موقت) (۱۹۰۹–۱۹۹۶)                                  |               |               | | [ ۱۹ ] |
| ۱۹ | | ژرژ پمپیدو (۱۹۱۱–۱۹۷۴)                                       | ۲۰ ژوئن ۱۹۶۹  | ۲ آوریل ۱۹۷۴† | اتحاد دموکرات‌ها برای جمهوری                                                                           | [ ۲۰ ] |
| ۱۹ | انتخابات ریاست جمهوری فرانسه (۱۹۶۹ میلادی) | ژرژ پمپیدو (۱۹۱۱–۱۹۷۴)                                       |               |               | اتحاد دموکرات‌ها برای جمهوری                                                                           | [ ۲۰ ] |
| ۱۹ | او از ۱۹۶۲ تا ۱۹۶۸ نخست‌وزیر شارل دو گل بود. در انتخابات ۱۹۶۹ بر رقیبش آلن پوئر پیروزشد. توجه او معطوف اتحاد اروپا، مدرنیزاسیون و صنعتی‌کردن کشور بود. او دو سال پیش از پایان دورهٔ ریاست جمهوری‌اش درگذشت. | ژرژ پمپیدو (۱۹۱۱–۱۹۷۴)                                       |               |               | | [ ۲۰ ] |
| —  | | آلن پوئر (موقت) (۱۹۰۹–۱۹۹۶)                                  | ۲ آوریل ۱۹۷۴  | ۲۷ مهٔ ۱۹۷۴    | دموکراتیک سانتر                                                                                       | [ ۱۹ ] |
| —  | به عنوان رئیس سنا به صورت موقت ریاست جمهوری را در دست گرفت. | آلن پوئر (موقت) (۱۹۰۹–۱۹۹۶)                                  |               |               | | [ ۱۹ ] |
| ۲۰ | | والری ژیسکار دستن (۱۹۲۶–۲۰۲۰)                                | ۲۷ مهٔ ۱۹۷۴    | ۲۱ مهٔ ۱۹۸۱    | جمهوری‌خواهان مستقل (تا ۱۹۷۷) حزب جمهوری‌خواه (فرانسه)(از ۱۹۷۷) (در اتحاد برای دموکراسی فرانسه از ۱۹۷۸) | [ ۲۱ ] |
| ۲۰ | انتخابات ریاست جمهوری فرانسه (۱۹۷۴ میلادی) | والری ژیسکار دستن (۱۹۲۶–۲۰۲۰)                                |               |               | جمهوری‌خواهان مستقل (تا ۱۹۷۷) حزب جمهوری‌خواه (فرانسه)(از ۱۹۷۷) (در اتحاد برای دموکراسی فرانسه از ۱۹۷۸) | [ ۲۱ ] |
| ۲۰ | تو تا پیش از ریسات جمهوری از کوشندگان برای اتحاد راست میانه بود و در بسیاری از دولت‌های گلیست خدمت نموده بود. در انتخابات ۱۹۷۴ پیروزشد. او مسبب اصلاحاتی چون قانونی‌نمودن سقط جنینو پایین آوردن سن شهروندی از ۲۱ به ۱۸ سال بود. در ۱۹۸۱ او از فرانسوا میتران شکست‌خورد. | والری ژیسکار دستن (۱۹۲۶–۲۰۲۰)                                |               |               | | [ ۲۱ ] |
| ۲۱ | | فرانسوا میتران (۱۹۱۶–۱۹۹۶)                                   | ۲۱ مهٔ ۱۹۸۱    | ۱۷مهٔ ۱۹۹۵     | حزب جامعه‌گرا                                                                                          | [ ۲۲ ] |
| ۲۱ | انتخابات ریاست جمهوری فرانسه (۱۹۸۱ میلادی)، انتخابات ریاست جمهوری فرانسه (۱۹۸۸ میلادی) | فرانسوا میتران (۱۹۱۶–۱۹۹۶)                                   |               |               | حزب جامعه‌گرا                                                                                          | [ ۲۲ ] |
| ۲۱ | او حزب جامعه‌گرا در ۱۹۷۱ بنیادنهاد. در ۱۹۷۴ با فاصلهٔ نزدیکی نتیجهٔ انتخابات را واگذارنمود. در ۱۹۸۱ سرانجام در انتخابات برگزیده‌شد. او دست به اسلاحاتی مانند لغو حکم اعدام زد. هنگامی که در ۱۹۸۶ جناح راست توانست برندهٔ انتخابات مجلس باشد، او ژاک شیراک را به نخست‌وزیری برگزید و بدینسان مصبب نخستین ائتلاف میان چپ و راست گردید. در ۱۹۸۸ نیز او توانست با پیروزی بر شیرک دوباره به ریاست جمهوری دست یابد. او نخستین رئیس جمهور فرانسه بود که دوبار از طریق رای عموم به این مقام می‌رسید. همچنین او نخستین رئیس جمهور سوسیالیست جمهوری پنجم فرانسه بوده‌است و از لحاظ طول دوران ریاستش در این نظام هم رکورددار است. | فرانسوا میتران (۱۹۱۶–۱۹۹۶)                                   |               |               | | [ ۲۲ ] |
| ۲۲ | | ژاک شیراک (۱۹۳۲–۲۰۱۹)                                        | ۱۷ مهٔ ۱۹۹۵    | ۱۶ مهٔ ۲۰۰۷    | اجماع برای جمهوری (تا ۲۰۰۲) اتحاد برای جنبش مردمی (از ۲۰۰۲)                                           | [ ۲۳ ] |
| ۲۲ | انتخابات ریاست جمهوری فرانسه (۱۹۹۵ میلادی)، انتخابات ریاست جمهوری فرانسه (۲۰۰۲ میلادی) | ژاک شیراک (۱۹۳۲–۲۰۱۹)                                        |               |               | اجماع برای جمهوری (تا ۲۰۰۲) اتحاد برای جنبش مردمی (از ۲۰۰۲)                                           | [ ۲۳ ] |
| ۲۲ | او از ۱۹۷۴ تا ۱۹۷۶ نخست‌وزیر بود. در ۱۹۹۷ و پیروزی چپ‌گرایان در انتخابات مجلس، او به ناچار به نخست‌وزیری لیونل ژوسپن تن‌داد. در این زمان دورهٔ ریاست جمهوری از ۷ سال به ۵ سال کاهش‌یافت. در ۲۰۰۲ او بر هماورد راست‌گرای تندرواش، ژان-ماری لو پن پیروز شد و باز به ریاست جمهوری رسید. او مخالف جنگ عراق بود. پس از طی این دوره او از سیاست کناره‌گیری نمود. | ژاک شیراک (۱۹۳۲–۲۰۱۹)                                        |               |               | | [ ۲۳ ] |
| ۲۳ | | نیکولا سارکوزی (۱۹۵۵–)                                       | ۱۶ مهٔ ۲۰۰۷    | ۱۵ مهٔ ۲۰۱۲    | اتحاد برای جنبش مردمی                                                                                 | [ ۲۴ ] |
| ۲۳ | انتخابات ریاست‌جمهوری فرانسه (۲۰۰۷) | نیکولا سارکوزی (۱۹۵۵–)                                       |               |               | اتحاد برای جنبش مردمی                                                                                 | [ ۲۴ ] |
| ۲۳ | در ۲۰۰۷ او توانست در دور دوم انتخابات بر سگولن رویال پیروز شود. در انتخابات ریاست‌جمهوری فرانسه (۲۰۱۲) او از حریفش اولاند شکست خورد. | نیکولا سارکوزی (۱۹۵۵–)                                       |               |               | | [ ۲۴ ] |
| ۲۴ | | فرانسوا اولاند (۱۹۵۴–)                                       | ۱۵ مهٔ ۲۰۱۲    | ۱۴ مهٔ ۲۰۱۷    | حزب جامعه‌گرا                                                                                          | [ ۲۵ ] |
| ۲۴ | انتخابات ریاست‌جمهوری فرانسه (۲۰۱۲) | فرانسوا اولاند (۱۹۵۴–)                                       |               |               | حزب جامعه‌گرا                                                                                          | [ ۲۵ ] |
| ۲۴ | او دومین رئیس جمهور چپ‌گرای جمهوری پنجم فرانسه است. | فرانسوا اولاند (۱۹۵۴–)                                       |               |               | | [ ۲۵ ] |
| ۲۵ | | امانوئل مکرون لژیون دونور نشان شوالیه ملی لیاقت (متولد ۱۹۷۷) | ۱۴ مهٔ ۲۰۱۷    | کنونی         | لا رپوبلیک آن مارش!                                                                                   | [ ۲۵ ] |
| ۲۵ | انتخابات ریاست‌جمهوری فرانسه (۲۰۱۷)، انتخابات ریاست‌جمهوری فرانسه (۲۰۲۲) | امانوئل مکرون لژیون دونور نشان شوالیه ملی لیاقت (متولد ۱۹۷۷) |               |               | لا رپوبلیک آن مارش!                                                                                   | [ ۲۵ ] |
| ۲۵ | به عنوان معاون دبیرکل الیزه (۲۰۱۲–۲۰۱۴) و وزیر اقتصاد، صنعت و امور دیجیتال (۲۰۱۴–۲۰۱۶) خدمت کرد. به راحتی مارین لوپن را در انتخابات ریاست‌جمهوری ۲۰۱۷ شکست داد که در آن به عنوان یک میانه رو نامزد شد. او که جوان‌ترین رئیس جمهور تاریخ فرانسه می‌باشد، با تظاهرات گسترده، به ویژه اعتراضات جنبش جلیقه زردها، از سال ۲۰۱۸ بر سر جهت‌گیری‌های سیاستی و سبک حکومت او مواجه شد. میزبان اجلاس گروه هفت در سال ۲۰۱۹ بود . با همه‌گیری COVID-19 مواجه شده‌است. در انتخابات ریاست‌جمهوری ۲۰۲۲، او به راحتی در مسابقه برگشت بار دیگر به عنوان یک نامزد مقابل مارین لوپن انتخاب شد که مجدداً پیروز شد.                           | امانوئل مکرون لژیون دونور نشان شوالیه ملی لیاقت (متولد ۱۹۷۷) |               |               | | [ ۲۵ ] |